# 渡辺三枝子
渡辺三枝子（わたなべ みえこ、1943年1月18日 - ）は、日本の教育心理学者。筑波大学名誉教授。専門はカウンセリング心理学、職業心理学。

## 来歴
岐阜県出身。上智大学文学部心理学科卒、同大学院修士課程修了、米国ボストン大学大学院修士課程修了、ペンシルバニア州立大学大学院博士課程（カウンセリング心理学）修了、Ph.D.取得。日本労働研究所研修機構主任研究員、1990年明治学院大学教授、1998年筑波大学教授、2006年定年退任し名誉教授となり、立教大学特任教授を務めた。

## 著書
- 『カウンセリング心理学 変動する社会とカウンセラー』ナカニシヤ出版　1996
- 『キャリア教育 自立していく子どもたち』東京書籍 2008

### 共編著
- 『就職のための自己発見シート』佃直毅共著 実務教育出版 1986
- 『適性・適職発見シート 会社訪問の前にこれだけはやっておこう』佃直毅共著 実務教育出版 1987
- 『辞めるべきか今の会社 ’90適職発見プログラムで自分発見を』佃直毅共著 リクルート出版 1989
- 『失敗しない女性の転職』正木直子共著 晶文社出版 1993
- 『最新カウンセリング入門 理論・技法とその実際』中西信男共編 ナカニシヤ出版 1994
- 『学校に生かすカウンセリング 学びの関係調整とその援助』編著 ナカニシヤ出版 1997
- 『適職を探す自己分析ノート』佃直毅共著 実務教育出版 1998
- 『知りたい聞きたいみんなの気持ち』全7巻　編 ポプラ社 1999
- 『コミュニケーション読本 人と組織とのよい関係づくり』渡辺忠共著 雇用問題研究会 2000
- 『キャリアカウンセリング入門 人と仕事の橋渡し』E.L.ハー共著 ナカニシヤ出版 2001
- 『産業カウンセリングの理論的な展開』渡邊忠,山本晴義共編 至文堂「現代のエスプリ」別冊 新しい産業カウンセリングの展開シリーズ 2001
- 『産業カウンセリングの実践的な展開』渡邊忠,安藤一重共編 至文堂「現代のエスプリ」別冊 新しい産業カウンセリングの展開シリーズ 2002
- 『キャリアの心理学 働く人の理解〈発達理論と支援への展望〉』編著 ナカニシヤ出版 2003
- 『オーガニゼーショナル・カウンセリング序説 組織と個人のためのカウンセラーをめざして』編著 ナカニシヤ出版 2005
- 『生徒指導・教育相談・進路指導』仙崎武,野々村新,菊池武剋共編著 田研出版 2006
- 『メンタリング入門』平田史昭共著 日本経済新聞社 日経文庫　2006
- 『新版 キャリアの心理学 キャリア支援への発達的アプローチ』編著 ナカニシヤ出版 2007
- 『女性プロフェッショナルたちから学ぶキャリア形成 キャリア転機の見つけ方と活かし方』永井裕久共編 ナカニシヤ出版 2009
- 『考える力を伸ばす教科書 ダイアローグと論理で思考力を高める』岸本光永共著 日本経済新聞出版社 2010
- 『学校教育とキャリア教育の創造』鹿嶋研之助,若松養亮共著 学文社 講座現代学校教育の高度化 2010
- 『コミュニケーション力 人間関係づくりに不可欠な能力』渡邊忠共著 雇用問題研究会 2011
- 『大学生のためのデザイニング・キャリア』五十嵐浩也,田中勝男,高野澤勝美共著 ナカニシヤ出版 2011
- 『はじめてのインターンシップ 仕事について考えはじめたあなたへ』久保田慶一共編 久保田優, 坂元勇仁,壬生千恵子共著 アルテスパブリッシング 2011
- 『キャリアカウンセリング再考 実践に役立つQ&A』編 大庭さよ,岡田昌毅,黒川雅之, 田中勝男, 中村恵,道谷里英執筆 ナカニシヤ出版 2013
- 『キャリアカウンセリング実践 24の相談事例から学ぶ』編著 ナカニシヤ出版 2016
- 『新版 キャリアの心理学【第2版】 キャリア支援への発達的アプローチ』編著 ナカニシヤ出版 2018

### 翻訳
- M.G.リーゴン, S.W.マックダニエル『カウンセラーとしての教師 人間理解の実践的方法』小林純一共訳 実務教育出版 1977
- リン・オールソン『インターンシップが教育を変える 教育者と雇用主はどう協力したらよいか』三村隆男共訳 仙崎武監修　雇用問題研究会 2000
- John L.Holland『ホランドの職業選択理論 パーソナリティと働く環境』松本純平, 道谷里英共訳 雇用問題研究会　2013

## 論文
- <渡辺三枝子